# Нікатор західний
Нікатор західний (Nicator chloris) — вид горобцеподібних птахів родини Nicatoridae.

## Поширення
Вид поширений у Західній та Центральній Африці від Сенегалу до Уганди. Трапляється у лісистих місцевостях.

## Опис
Тіло завдовжки 20-23 см. Самці важать 48-67 г, самиці — 32-51 г. Оперення голови, спини, хвоста і крил в основному оливкове, з жовтими плямами на крилах. Нижня частина тулуба білувата або світло-сіра.

## Спосіб життя
Живиться комахами та іншими безхребетними. Поживу шукає серед гулок дерев та кущів, на землю спускається рідко. Птах створює моногамні пари. Сезон розмноження нефіксований, гніздування може відбуватися будь-якого місяця. Гніздо у вигляді чаші будується серед гілок дерев. У гнізді 1-2 яйця.